# Konstantin Judin

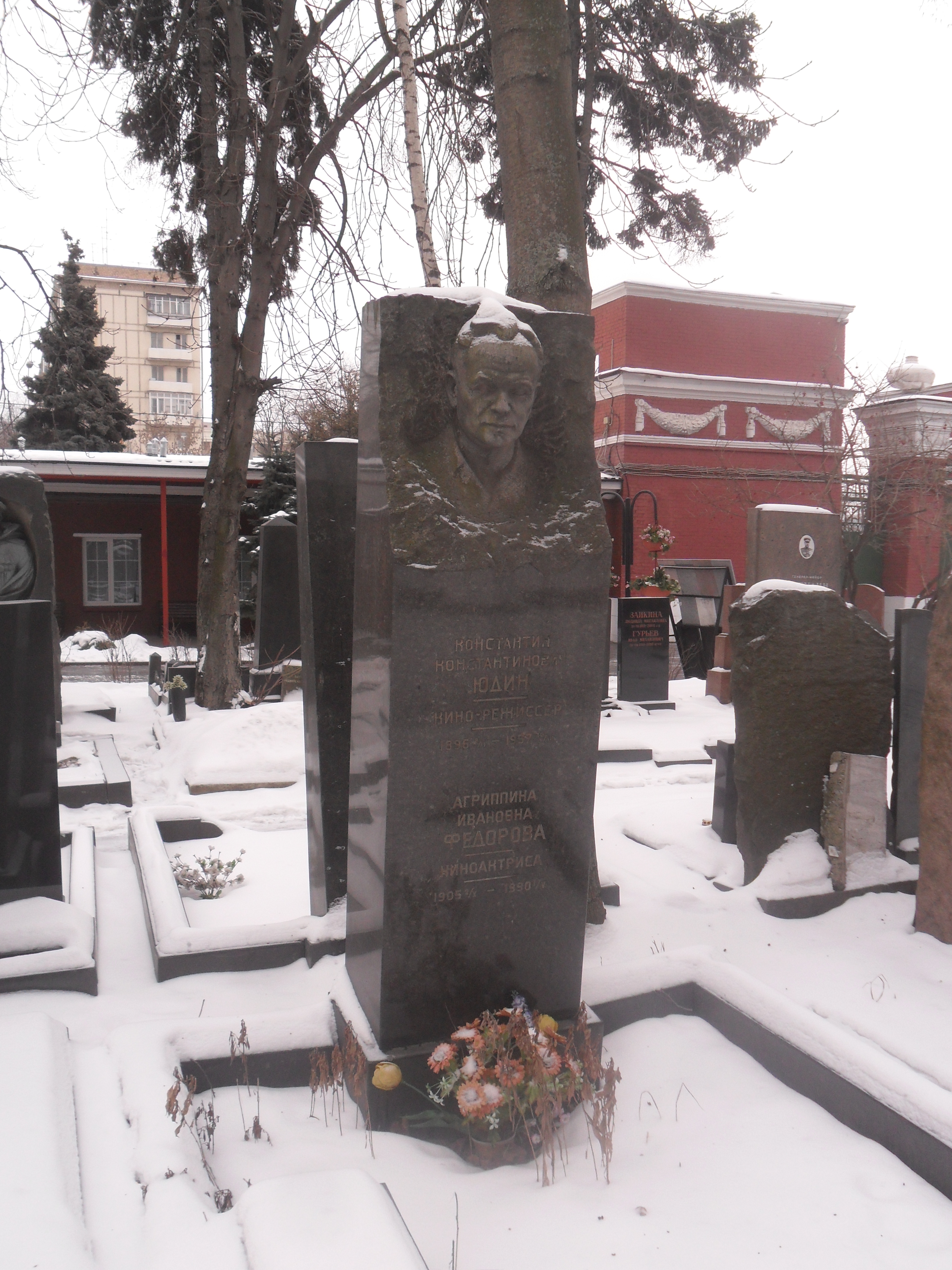
Grób Konstantina Judina na Cmentarzu Nowodziewiczym w Moskwie

Konstantin Konstantinowicz Judin (ros. Константи́н Константи́нович Ю́дин; ur. 27 grudnia 1895?/8 stycznia 1896 w Moskwie, zm. 
30 marca 1957 tamże) – radziecki reżyser filmowy. Absolwent Wydziału Reżyserskiego GiK-u 91932). Laureat Nagrody Stalinowskiej. Pochowany na Cmentarzu Nowodziewiczym w Moskwie.

## Wybrana filmografia
- 1939: Zuch dziewczyna[2]
- 1941: Wojenny almanach filmowy nr 3 (nowela filmowa Antosza Rybkin)
- 1941: Cztery serca[3]
- 1950: Śmiali ludzie[4]
- 1953: Strażnica w górach[5]
- 1956: Droga na scenę[6]
- 1957: Zapaśnik i błazen[7]

## Nagrody i odznaczenia
- Nagroda Stalinowska (1951)
- Zasłużony Działacz Sztuk RFSRR (1954)
- Order Czerwonej Gwiazdy (14 kwietnia 1944)[8]